# 史繼偕
史繼偕（1561年—1635年），字世程，號蓮岳，或作聯岳，福建泉州府晉江平易里（今泉州市鯉城區西街）人，祖籍浙江鄞縣（今寧波），明朝政治人物，榜眼及第。官至禮部尚書、文淵閣大學士。

## 生平
萬曆十三年（1585年）乙酉科福建鄉試舉人。萬曆二十年（1592年）登壬辰科一甲第二名進士（榜眼），授翰林院编修，二十二年七月充正史纂修官，二十五年八月纂修六曹章奏。万历二十六年（1598年）充会试同考官。奉诏出使粤西，二十九年三月升侍讀，十二月管诰敕撰文。三十年三月升左中允，丁憂歸。三十三年補原职，三十四年十二月升右谕德兼翰林院侍講，三十五年九月与林尧俞充武舉考试官，万历三十六年（1608年）乞休，不准。三十七年六月升南京國子監祭酒，三十八年二月升南京吏部右侍郎，署户部事，万历三十九年（1611年）署都察院。四十年十月改任禮部右侍郎，四十四年二月改吏部右侍郎兼翰林院侍讀學士，四十五年二月给假省亲。四十六年閏四月起復原职，四十七年二月任會試正考试官。
万历四十七年（1619年）七月，爆發薩爾滸之役，辽阳经略杨镐告急，明神宗不予临朝，继偕連同吏部尚書赵焕會同九卿科道请天子视朝，跪候皇宮文華門至晚，神宗仍不為所動。
泰昌元年（1620年）晉禮部尚書兼東閣大學士。天啟元年（1621年）十月入阁办事，加太子太保兼文淵閣大學士。天啟三年（1623年）三月，為吏部右给事中阮大铖所誣，七月加少保致仕歸里，又以实录修成，加少傅兼太子太傅，家居六年。崇祯二年（1629年）與泉州知府蔡善繼建溜石銃台。崇禎八年（1635年）二月以奢安之亂蕩平，加贈少師兼太子太師。卒謚文簡，賜祭葬。墓在晋江磁灶马四行山铺烛台山。

## 家族
曾祖史時泰；祖父史宏珂，贈承德郎，加奉政大夫；父史朝宜，湖廣右布政使，祀乡贤。前母薛氏，母李氏。異母兄继倫、继倬、継伊。同母兄継儒。同母弟継佃、継任。子史遵灏。

## 著作
著有《云台藏稿》十六卷、《奏议》四卷、《八闽人物》四卷、《太史一家》一卷、《越章录》四卷、《怡云草》一卷等。